# Municipio de Perry (condado de Carroll)
El municipio de Perry (en inglés: Perry Township) es un municipio ubicado en el condado de Carroll en el estado estadounidense de Ohio. En el año 2010 tenía una población de 996 habitantes y una densidad poblacional de 13,73 personas por km².

## Geografía
El municipio de Perry se encuentra ubicado en las coordenadas 40°27′14″N 81°5′28″O / 40.45389, -81.09111. Según la Oficina del Censo de los Estados Unidos, el municipio tiene una superficie total de 72.55 km², de la cual 72,05 km² corresponden a tierra firme y (0,69 %) 0,5 km² es agua.

## Demografía
Según el censo de 2010, había 996 personas residiendo en el municipio de Perry. La densidad de población era de 13,73 hab./km². De los 996 habitantes, el municipio de Perry estaba compuesto por el 98,9 % blancos, el 0,3 % eran afroamericanos, el 0,1 % eran asiáticos y el 0,7 % eran de una mezcla de razas. Del total de la población el 0,3 % eran hispanos o latinos de cualquier raza.